# Чириково (станция)
Чи́риково — железнодорожная станция в Липецком районе Липецкой области.
Была построена в 1868 году с открытием линии Грязи — Елец. Получила своё название по селу Чириково, которое располагалось неподалёку; сегодня это часть села Новодмитриевка.
При станции существовал также посёлок Чириково.

## Расписание станции
| Направление              | Прибытие | Отправление | Прибытие на конечный пункт | Дни следования |
| ------------------------ | -------- | ----------- | -------------------------- | -------------- |
| Елец — Борисоглебск      | 05:29    | 05:30       | 12:48                      | ежедневно      |
| Липецк — Елец            | 06:17    | 06:18       | 07:40                      | ежедневно      |
| Грязи-Воронежские — Елец | 09:05    | 09:06       | 10:23                      | ежедневно      |
| Елец — Липецк            | 10:11    | 10:12       | 10:42                      | ежедневно      |
| Липецк — Елец            | 18:22    | 18:23       | 19:40                      | ежедневно      |
| Елец — Грязи-Воронежские | 19:24    | 19:25       | 21:48                      | ежедневно      |
| Борисоглебск — Елец      | 21:29    | 21:30       | 22:32                      | ежедневно      |
| Елец — Липецк            | 21:40    | 21:41       | 22:11                      | ежедневно      |